# حزب العهد العراقي
حزب العهد هو حزب سياسي تأسس في العراق عام 1930 على يد رئيس الوزراء آنذاك نوري السعيد، وكان الهدف الأساسي من تأسيسه ضمان دعم حكومته.

## تأسيس الحزب وأهدافه
بعد فوز نوري السعيد بأغلبية كبيرة في الانتخابات النيابية التي جرت في 10 يوليو/تموز 1930، سعى إلى تأسيس حزب سياسي يدعم سياساته داخل مجلس النواب. شُكل الحزب باسم حزب العهد، مستوحياً تسميته من «جمعية العهد» التي ناضلت ضد العثمانيين من أجل القضية العربية وكان السعيد من مؤسسيها. ضم الحزب معظم أنصار السعيد المقربين، ومن بينهم نواب البرلمان المؤيدون له.
في 15 أكتوبر/تشرين الأول 1930، عقد الحزب أول اجتماع له، وأكد سياسته القائمة على التعاون مع بريطانيا، مع التشديد المطلق على ضرورة إبرام المعاهدة الجديدة.

## الهيئة المؤسسة للحزب
تألفت الهيئة المؤسسة للحزب من الشخصيات التالية:
- إبراهيم الواعظ
- عبد الرزاق الرويشدي
- عبد الرزاق منير
- عبد العزيز السنوي
- صادق البصام
- جميل الراوي
- عبد الرزاق الحصان
- داود السعدي
- عبد الهادي الجلبي
- صلاح بابان

## صحيفة الحزب
بإيعاز من نوري السعيد، صدرت جريدة «صدى العهد» في 7 أغسطس/آب 1930، لتكون وسيلة إعلامية للدفاع عن سياسات الحكومة والرد على انتقادات المعارضة. تولى عبد الرزاق الحصان مسؤولية إصدار الجريدة، التي لعبت دورًا رئيسيًا في دعم موقف الحزب خلال تلك الفترة.

## النظام الأساسي للحزب
أصدر الحزب وثيقة بعنوان "النظام الأساسي لحزب العهد العراقي"، والتي تضمنت أربع مواد رئيسية، أبرزها:
- المادة الثانية: نصت على أن غاية الحزب تحقيق استقلال العراق التام، بالإضافة إلى تطوير الإدارة والاقتصاد والصحة والتعليم والزراعة والجيش، وفقًا لروح الثقافة العصرية.
- المادة الثالثة: أكدت على إدامة العلاقات الحسنة مع الدول المجاورة والمتحالفة.

## حل الحزب ونهايته
بعد أن نجح نوري السعيد في تحقيق هدفه الأساسي بانضمام العراق إلى عصبة الأمم في 3 أكتوبر/تشرين الأول 1932، استقالت حكومته في 27 أكتوبر/تشرين الأول 1932. ومع تعيين ناجي شوكت رئيسًا للوزراء، قرر حل مجلس النواب وإجراء انتخابات جديدة، رغم محاولات نوري السعيد للإبقاء عليه عبر حزب العهد.
وفي 8 نوفمبر/تشرين الثاني 1932، صدر قرار ملكي بحل البرلمان، مما أدى فعليًا إلى نهاية حزب العهد العراقي، إذ كان قد تأسس لغرض سياسي معين وانتهى دوره بعد تحقيقه. وكحال العديد من الأحزاب العراقية التي نشأت في تلك الفترة، زال الحزب من الوجود بعد انتفاء الحاجة إليه.